# Fyrstespejl
Fyrstespejl er en litterær genre, der med rødder i Antikken udfolder sig i Middelalder, Højmiddelalder og Renaissance. Teksterne er typisk skrevet som led i opdragelsen af kommende fyrster og indeholder elementer af teori om staten og tidens opfattelse af god, dvs kristen, regeringsførelse. Hertil hørte en forestillingen om alles lighed for loven, en sondring mellem fyrstens embede og hans personlige økonomi, samt fyrstens særlige ansvar overfor Gud.
Renæssancens bidrag til denne litterære genre omfatter Erasmus af Rotterdam's Institutio principis Christiani, Uddannelse af en kristen fyrste, fra 1516 og den mere kendte florentiner Nicolò Machiavelli's Il Principe, Fyrsten fra 1513 (udgivet posthumt i 1532). Så sent som i 1740 skrev Frederik den Store af Preussen skriftet Anti-Machiavel, hvor han imødegår Machiavelli's synspunkter, bl a med henvisning til, at hvis kongens regerer hensynsløst, så skades landet, for kongens adfærd vil danne norm.
| Sprog og litteratur | Spire Denne artikel om litteratur er en spire som bør udbygges. Du er velkommen til at hjælpe Wikipedia ved at udvide den. |